# РК Прибој
Рукометни клуб Прибој је рукометни клуб из Прибоја, Србија. Клуб је основан 1959. године. Тренутно се такмичи у Супер Б рукометној лиги Србије, првом рангу такмичења. Клуб је у сезони 2010/11. испао из Суперлиге Србије пошто је сезону завршио на претпоследњем 15. месту.